# College Hall
College Hall est une résidence universitaire de l'université de Londres, située sur Malet Street dans le quartier de Bloomsbury à Londres.

## Histoire
College Hall est fondé en 1882 par Annie Leigh Browne, sa sœur Mary Browne Lockyer, Mary Kilgour, et Henrietta Müller,. La résidence est destinée aux étudiantes de University College et de la London School of Medicine for Women. Une publicité insére dans le Times le 30 août 1882 annonce l'ouverture à venir du 2 octobre 1882, et indique que la résidence peut accueillir dix étudiantes, dans des chambres individuelles, aux tarifs échelonnés entre 57 et 75 guinées pour une année universitaire de trente-trois semaines. L'initiative vise à proposer aux étudiantes femmes l'équivalent de University Hall, la résidence qui accueillait les étudiants masculins sur Gordon Square. 
Eleanor Grove est la première principale, assistée de Rosa Morison comme principale adjointe. Grove organise la location du bâtiment au 1 Byng Place, dans le quartier de Bloomsbury tandis que des fonds sont recueillis pour pouvoir acheter un bâtiment. La résidence s'agrandit en 1886 et prend alors son nom actuel de College Hall. La résidence est incorporée à l'université de Londres en 1910, puis elle s'installe Malet Street en 1932.
College Hall est devenu une résidence mixte, disposant de 357 chambres.
Les stations de métro les plus proches sont Goodge Street à l'ouest, Euston Square au nord et Russell Square à l'est.

## Personnalités liées au College Hall
- Annie Leigh Browne, cofondatrice
- Eleanor Grove, première principale
- Mary Stewart Kilgour (en), cofondatrice
- Louisa Macdonald, résidente
- Rosa Morison, première principale adjointe
- Henry Morley (en), professeur à l'UCL
- Henrietta Müller, membre du premier conseil